# Paramecynostomum carchedonium
Paramecynostomum carchedonium är en plattmaskart som beskrevs av Eugene N. Kozloff 1998. Paramecynostomum carchedonium ingår i släktet Paramecynostomum och familjen Mecynostomidae. Inga underarter finns listade i Catalogue of Life.